# Obiter dictum
Obiter dictum (alla lettera: detto incidentalmente), al plurale obiter dicta, è un'espressione latina usata nell'ambito del diritto, soprattutto  nei sistemi giuridici di tradizione anglosassone (common law), nei quali le sentenze dei giudici hanno un valore vincolante per i successivi giudizi (stare decisis), ma non per le questioni affrontate in via solo incidentale.
In Inghilterra e nel Galles, tuttavia, anche le questioni obiter dicta hanno una loro influenza e tale principio è stato accolto anche dalla Corte suprema dell'India.
Anche nel diritto continentale europeo l'espressione obiter dictum è usata per indicare le questioni affrontate solo in via incidentale e che, in senso tecnico, non formano il giudicato.